# Иута, Таомати
Таомати Иута (англ. Taomati Iuta; 2 мая 1939, Беру, Острова Гилберта — 5 июня 2016, Южная Тарава) — политический деятель Кирибати. Спикер Палаты собрания Кирибати 9-го парламента (2011—2015). Вице-президент Кирибати (1991—1994).

## Биография
Учился в Лестерском колледже в Великобритании, затем стал учителем в школе короля Георга V, государственной средней школе на островах. В 1970 году он присоединился к администрации колониального правительства, занимая различные должности до руководителя проекта в Управлении государственного развития.
Иута был избран в первый в истории парламент в 1978 году, когда Кирибати готовилась к независимости. Затем он баллотировался в качестве кандидата на должность главного министра, чтобы привести страну к независимости, и был выбран парламентом в качестве одного из четырёх кандидатов, представленных на всеобщее голосование граждан. Иута финишировал последним из четырёх, набрав 8,1 % голосов избирателей (хотя он получил 66,8 % в своём родном округе Беру). Иеремиа Табаи выиграл с результатом 55,5 % голосов избирателей.
Таомиати постоянно переизбирался в Палату собрания до 1998 года, становясь депутатом Беру в 1978, 1979, 1982, 1987, 1991 и 1994 годах. В течение этого времени он непрерывно являлся членом Кабинета министров Кирибати до 1994 года при президентах Иеремии Табаи и Театао Теаннаки, оба из Национальной прогрессивной партии. В разное время Иута был министром развития природных ресурсов, министром торговли, промышленности и труда, министром транспорта и коммуникаций и министром финансов и экономического планирования. Он также занимал пост вице-президента при президенте Теаннаки с 1991 по 1994 год.
После выборов 1991 года Алайма Талу писала: «Таомати Иута становится ключевым человеком в новом правительстве с его обширным опытом и превосходным образованием. Есть признаки того, что он уже оказывает значительное влияние на основную политику правительства, и что он оказался наиболее красноречивым из первых лиц правительства во время парламентских дебатов». Она продолжала утверждать, что Иута может быть вероятным кандидатом на роль преемника на пост президента, хотя в конечном итоге этого не произошло, так как срок с 1991 по 1994 год должен был быть его последним в парламенте.
Впервые он занимал пост спикера Палаты собрания с января по март 2003 года (спикер избирается вне парламента). В марте правительство президента Тебуроро Тито было свергнуто парламентским вотумом недоверия, что привело к новым парламентским выборам, смене правительства и новым выборам спикера. Этера Теангана заняла должность спикера. После парламентских выборов 2007 года Иута снова баллотировался на пост спикера. Поскольку Теангана «не смогла стартовать», Иута победил своего единственного оппонента, бывшего министра Кабинета министров Мартина Тофинга, 26 голосами против 20. Компания Islands Business отметила, что Иута «ожидал, что он привнесёт в офис спикера более высокий уровень зрелости, этикета, красноречия и более обширный опыт, чем предыдущий президент».
В ноябре 2010 года Таомати выступил на конференции по изменению климата в Тараве, чтобы призвать делегатов стремиться к рабочему соглашению по решению проблемы изменения климата — ключевого вопроса президентства Аноте Тонга.
В августе 2011 года Иута выступил с программной речью для имитационного парламента для женщин, на который 30 женщин со всей страны «собрались в парламент для трёхдневного парламентского тренинга для потенциальных кандидатов» на парламентских выборах 2011 года. Позже, назвав себя «очень впечатлённым их работой», Таомати призвал женщин «поверить в свой потенциал» и баллотироваться на выборах.
После парламентских выборов 2011 года Иута был переизбран спикером новым парламентом при поддержке 28 депутатов (18 проголосовало «против»).
Иута был членом протестантской церкви Кирибати. Был женат на Илаисе Пентуси Иута.